# Carlos Soto Olivares
Carlos Alberto Soto Olivares (Santiago, Chile, 12 de marzo de 1965) es un exfutbolista y abogado chileno, que jugó como Defensa central. Conocido por ser el presidente del Sindicato de Futbolistas Profesionales de Chile (SIFUP) entre 1998 y 2016. 

## Trayectoria
Se inició en las divisiones inferiores de Universidad Católica, donde debutó en primera división en 1983 con 18 años, ese mismo año logra el título de la Copa Chile 1983 y al año siguiente el Campeonato nacional 1984. En 1987 es enviado a préstamo al club O'Higgins de Rancagua donde logra el ascenso a la primera división. En 1988 vuelve a Universidad Católica, donde permanece hasta 1990.
Luego de un breve paso por Coquimbo Unido en 1991 donde obtuvo el vicecampeonato del Campeonato nacional de 1991, continua su carrera en el recordado equipo de Deportes Temuco de la década de los 90, equipo que estuvo dos veces a un paso de clasificar a Copa Libertadores, en la Liguilla 1993 y Liguilla 1995.
Después de jugar en Provincial Osorno en 1996, se retiró del fútbol profesional jugando por Santiago Morning en 1997.

### Selección nacional
Vistió la camiseta de la Selección de fútbol de Chile B que disputó los Juegos Panamericanos de Caracas 1983, donde la "Roja" no paso la fase de grupos.

## Clubes
| Club                 | País  | Año       |
| -------------------- | ----- | --------- |
| Universidad Católica | Chile | 1983-1990 |
| → O'Higgins (cedido) | Chile | 1987      |
| Coquimbo Unido       | Chile | 1991      |
| Deportes Temuco      | Chile | 1992-1995 |
| Provincial Osorno    | Chile | 1996      |
| Santiago Morning     | Chile | 1997      |

## Palmarés
| Título           | Club                 | País  | Año  |
| ---------------- | -------------------- | ----- | ---- |
| Copa Chile       | Universidad Católica | Chile | 1983 |
| Copa República   | Universidad Católica | Chile | 1984 |
| Primera División | Universidad Católica | Chile | 1984 |